# Clausena harmandiana
Clausena harmandiana är en vinruteväxtart som först beskrevs av Jean Baptiste Louis Pierre, och fick sitt nu gällande namn av Jean Baptiste Louis Pierre och Jean Baptiste Antoine Guillemin. Clausena harmandiana ingår i släktet Clausena och familjen vinruteväxter. Utöver nominatformen finns också underarten C. h. contracta.